# كريس بوب
كريس بوب (بالإنجليزية: Chris Pope)‏ هو منتج أسطوانات أمريكي، ولد في 20 مايو 1978 في جورجيا في الولايات المتحدة.

## وصلات خارجية
- كريس بوب على موقع IMDb (الإنجليزية)